# 布鲁瓦 (马恩省)
布鲁瓦（法語：Broyes，法語發音：[bʁwa]）是法国马恩省的一个市镇，属于埃佩尔奈区。

## 地理
布鲁瓦（48°45'31"N, 3°45'57"E）面积15.24 平方千米，位于法国大東部大區马恩省，该省份为法国东北部内陆省份，北起阿登省，西北接埃纳省，西南接塞纳-马恩省，南至奥布省，东南接上马恩省，东临默兹省。
与布鲁瓦接壤的市镇（或旧市镇、城区）包括：蒙德芒-蒙日夫鲁、阿勒芒、拉希、佩阿、塞扎讷、沙勒维尔新城。

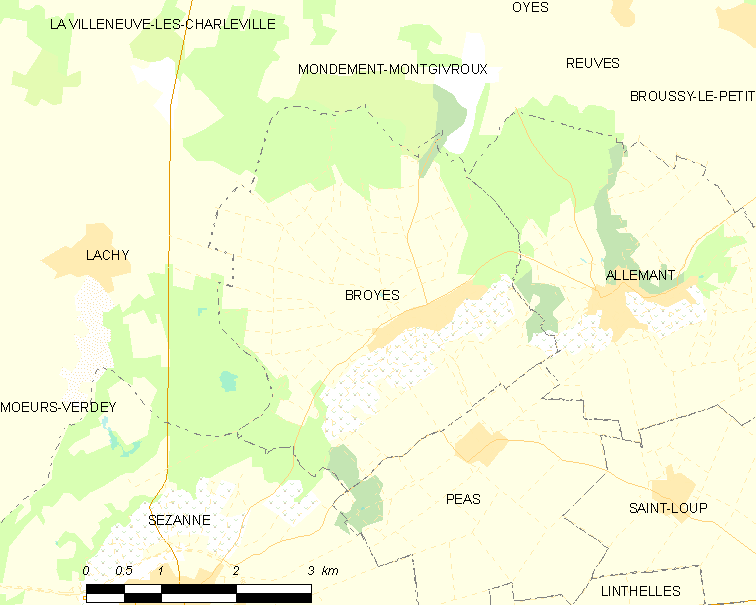
的OSM定位图

布鲁瓦的时区为UTC+01:00、UTC+02:00（夏令时）。

## 行政
布鲁瓦的邮政编码为51120，INSEE市镇编码为51092。

## 政治
布鲁瓦所属的省级选区为塞扎讷-布里-香槟县。

## 人口

1962-2008年间人口变化图示

布鲁瓦于2022年1月1日时的人口数量为341人。